# 벳포역
벳포역(일본어: 別保駅)은 일본 홋카이도 구시로 군 구시로정에 있는 홋카이도 여객철도의 역이다. 단선 승강장 1면 1선의 구조를 지닌 지상역이다.

## 역 주변
- 국도 제44호선
- 구시로 정청
- 벳포 공원

## 역사
- 1917년 12월 1일 : 가미벳포역(일본어: 上別保駅)으로서 개업.
- 1952년 11월 15일 : 벳포역으로 개칭.
- 1987년 4월 1일 : 민영화에 의해, 홋카이도 여객철도로 이관.

## 인접 정차역
| 홋카이도 여객철도 네무로 본선 | 홋카이도 여객철도 네무로 본선 | 홋카이도 여객철도 네무로 본선 |
| ----------------------------- | ----------------------------- | ----------------------------- |
| 무사 구시로 방면              | 네무로 본선                   | 가미오보로 네무로 방면        |